# Dirka po Franciji 2021 od 12. do 21. etape
Dirka po Franciji 2021 je 108. izvedba Dirke po Franciji, ene izmed kolesarskih Grand Tourov. Turneja se je začela v Brestu v Franciji 26. junija, 11. etapa od Sorguesa do Malaucène pa bo 7. julija. Dirka se bo zaključila na Elizejskih poljanah v Parizu 18. julija.
| Legenda                                  | Legenda                                         | Legenda                               | Legenda                                      |
| ---------------------------------------- | ----------------------------------------------- | ------------------------------------- | -------------------------------------------- |
| A yellow jersey.                         | Predstavlja vodilnega v generalni klasifikaciji | A white jersey with red polka dots.   | Predstavlja najboljšega v gorski razvrstitvi |
| A green jersey.                          | Predstavlja vodilnega v točkovni klasifikaciji  | A white jersey.                       | Predstavlja najboljšega mladega kolesarja    |
| A white jersey with a yellow number bib. | Predstavlja najboljšo ekipo                     | A white jersey with a red number bib. | Predstavlja najbolj borbenega kolesarja      |

## 12. etapa
8. julij 2021 – Saint-Paul-Trois-Châteaux – Nîmes, 159,4 km (99,0 mi)
| Mesto | Kolesar                  | Ekipa                  | Čas        |
| ----- | ------------------------ | ---------------------- | ---------- |
| 1     | Nils Politt (GER)        | Bora–Hansgrohe         | 3h 22' 12" |
| 2     | Imanol Erviti (ESP)      | Movistar Team          | + 31"      |
| 3     | Harry Sweeny (AUS)       | Lotto–Soudal           | + 31"      |
| 4     | Stefan Küng (SUI)        | Groupama–FDJ           | + 1' 58"   |
| 5     | Luka Mezgec (SLO)        | Team BikeExchange      | + 2' 06"   |
| 6     | André Greipel (GER)      | Israel Start-Up Nation | + 2' 06"   |
| 7     | Edward Theuns (BEL)      | Trek–Segafredo         | + 2' 06"   |
| 8     | Brent Van Moer (BEL)     | Lotto–Soudal           | + 2' 06"   |
| 9     | Julian Alaphilippe (FRA) | Deceuninck–Quick-Step  | + 2' 06"   |
| 10    | Sergio Henao (COL)       | Team Qhubeka NextHash  | + 2' 06"   |

| Mesto | Kolesar                | Ekipa                   | Čas         |
| ----- | ---------------------- | ----------------------- | ----------- |
| 1     | Tadej Pogačar (SLO)    | UAE Team Emirates       | 47h 22' 43" |
| 2     | Rigoberto Urán (COL)   | EF Education–Nippo      | + 5' 18"    |
| 3     | Jonas Vingegaard (DEN) | Team Jumbo–Visma        | + 5' 32"    |
| 4     | Richard Carapaz (ECU)  | Ineos Grenadiers        | + 5' 33"    |
| 5     | Ben O'Connor (AUS)     | AG2R Citroën Team       | + 5' 58"    |
| 6     | Wilco Kelderman (NED)  | Bora–Hansgrohe          | + 6' 16"    |
| 7     | Aleksej Lucenko (KAZ)  | Astana–Premier Tech     | + 6' 30"    |
| 8     | Enric Mas (ESP)        | Movistar Team           | + 7' 11"    |
| 9     | Guillaume Martin (FRA) | Cofidis                 | + 9' 29"    |
| 10    | Pello Bilbao (ESP)     | Team Bahrain Victorious | + 10' 28"   |

## 13. etapa
9. julij 2021 – Nîmes – Carcassonne, 219,9 km (136,6 mi)
| Mesto | Kolesar                   | Ekipa                              | Čas        |
| ----- | ------------------------- | ---------------------------------- | ---------- |
| 1     | Mark Cavendish (GBR)      | Deceuninck–Quick-Step              | 5h 04' 29" |
| 2     | Michael Mørkøv (DEN)      | Deceuninck–Quick-Step              | + 0"       |
| 3     | Jasper Philipsen (BEL)    | Alpecin–Fenix                      | + 0"       |
| 4     | Iván García Cortina (ESP) | Movistar Team                      | + 0"       |
| 5     | Danny van Poppel (NED)    | Intermarché–Wanty–Gobert Matériaux | + 0"       |
| 6     | Alex Aranburu (ESP)       | Astana–Premier Tech                | + 0"       |
| 7     | Christophe Laporte (FRA)  | Cofidis                            | + 0"       |
| 8     | André Greipel (GER)       | Israel Start-Up Nation             | + 0"       |
| 9     | Magnus Cort (DEN)         | EF Education–Nippo                 | + 0"       |
| 10    | Jasper Stuyven (BEL)      | Trek–Segafredo                     | + 0"       |

| Mesto | Kolesar                | Ekipa                   | Čas         |
| ----- | ---------------------- | ----------------------- | ----------- |
| 1     | Tadej Pogačar (SLO)    | UAE Team Emirates       | 52h 27' 12" |
| 2     | Rigoberto Urán (COL)   | EF Education–Nippo      | + 5' 18"    |
| 3     | Jonas Vingegaard (DEN) | Team Jumbo–Visma        | + 5' 32"    |
| 4     | Richard Carapaz (ECU)  | Ineos Grenadiers        | + 5' 33"    |
| 5     | Ben O'Connor (AUS)     | AG2R Citroën Team       | + 5' 58"    |
| 6     | Wilco Kelderman (NED)  | Bora–Hansgrohe          | + 6' 16"    |
| 7     | Aleksej Lucenko (KAZ)  | Astana–Premier Tech     | + 6' 30"    |
| 8     | Enric Mas (ESP)        | Movistar Team           | + 7' 11"    |
| 9     | Guillaume Martin (FRA) | Cofidis                 | + 9' 29"    |
| 10    | Pello Bilbao (ESP)     | Team Bahrain Victorious | + 10' 28"   |

## 14. etapa
10. julij 2021 – Carcassonne – Quillan, 183,7 km (114,1 mi)
| Mesto | Kolesar               | Ekipa                              | Čas        |
| ----- | --------------------- | ---------------------------------- | ---------- |
| 1     | Bauke Mollema (NED)   | Trek–Segafredo                     | 4h 16' 16" |
| 2     | Patrick Konrad (AUT)  | Bora–Hansgrohe                     | + 1' 04"   |
| 3     | Sergio Higuita (COL)  | EF Education–Nippo                 | + 1' 04"   |
| 4     | Mattia Cattaneo (ITA) | Deceuninck–Quick-Step              | + 1' 06"   |
| 5     | Michael Woods (CAN)   | Israel Start-Up Nation             | + 1' 10"   |
| 6     | Omar Fraile (ESP)     | Astana–Premier Tech                | + 1' 25"   |
| 7     | Élie Gesbert (FRA)    | Arkéa–Samsic                       | + 1' 25"   |
| 8     | Quentin Pacher (FRA)  | B&B Hotels p/b KTM                 | + 1' 25"   |
| 9     | Louis Meintjes (RSA)  | Intermarché–Wanty–Gobert Matériaux | + 1' 25"   |
| 10    | Esteban Chaves (COL)  | Team BikeExchange                  | + 1' 28"   |

| Mesto | Kolesar                | Ekipa                 | Čas         |
| ----- | ---------------------- | --------------------- | ----------- |
| 1     | Tadej Pogačar (SLO)    | UAE Team Emirates     | 56h 50' 21" |
| 2     | Guillaume Martin (FRA) | Cofidis               | + 4' 04"    |
| 3     | Rigoberto Urán (COL)   | EF Education–Nippo    | + 5' 18"    |
| 4     | Jonas Vingegaard (DEN) | Team Jumbo–Visma      | + 5' 32"    |
| 5     | Richard Carapaz (ECU)  | Ineos Grenadiers      | + 5' 33"    |
| 6     | Ben O'Connor (AUS)     | AG2R Citroën Team     | + 5' 58"    |
| 7     | Wilco Kelderman (NED)  | Bora–Hansgrohe        | + 6' 16"    |
| 8     | Aleksej Lucenko (KAZ)  | Astana–Premier Tech   | + 6' 30"    |
| 9     | Enric Mas (ESP)        | Movistar Team         | + 7' 11"    |
| 10    | Mattia Cattaneo (ITA)  | Deceuninck–Quick-Step | + 9' 48"    |

## 15. etapa
11. julij 2021 – Céret – Andorra la Vella (Andora), 191,3 km (118,9 mi)
| Mesto | Kolesar               | Ekipa                              | Čas        |
| ----- | --------------------- | ---------------------------------- | ---------- |
| 1     | Bauke Mollema (NED)   | Trek–Segafredo                     | 4h 16' 16" |
| 2     | Patrick Konrad (AUT)  | Bora–Hansgrohe                     | + 1' 04"   |
| 3     | Sergio Higuita (COL)  | EF Education–Nippo                 | + 1' 04"   |
| 4     | Mattia Cattaneo (ITA) | Deceuninck–Quick-Step              | + 1' 06"   |
| 5     | Michael Woods (CAN)   | Israel Start-Up Nation             | + 1' 10"   |
| 6     | Omar Fraile (ESP)     | Astana–Premier Tech                | + 1' 25"   |
| 7     | Élie Gesbert (FRA)    | Arkéa–Samsic                       | + 1' 25"   |
| 8     | Quentin Pacher (FRA)  | B&B Hotels p/b KTM                 | + 1' 25"   |
| 9     | Louis Meintjes (RSA)  | Intermarché–Wanty–Gobert Matériaux | + 1' 25"   |
| 10    | Esteban Chaves (COL)  | Team BikeExchange                  | + 1' 28"   |

| Mesto | Kolesar                | Ekipa                 | Čas         |
| ----- | ---------------------- | --------------------- | ----------- |
| 1     | Tadej Pogačar (SLO)    | UAE Team Emirates     | 56h 50' 21" |
| 2     | Guillaume Martin (FRA) | Cofidis               | + 4' 04"    |
| 3     | Rigoberto Urán (COL)   | EF Education–Nippo    | + 5' 18"    |
| 4     | Jonas Vingegaard (DEN) | Team Jumbo–Visma      | + 5' 32"    |
| 5     | Richard Carapaz (ECU)  | Ineos Grenadiers      | + 5' 33"    |
| 6     | Ben O'Connor (AUS)     | AG2R Citroën Team     | + 5' 58"    |
| 7     | Wilco Kelderman (NED)  | Bora–Hansgrohe        | + 6' 16"    |
| 8     | Aleksej Lucenko (KAZ)  | Astana–Premier Tech   | + 6' 30"    |
| 9     | Enric Mas (ESP)        | Movistar Team         | + 7' 11"    |
| 10    | Mattia Cattaneo (ITA)  | Deceuninck–Quick-Step | + 9' 48"    |

## 21. etapa
1. ↑  »Stage 12 - Saint-Paul-Trois-Châteaux > Nîmes«. 2021 Tour de France. ASO. Pridobljeno 20. junija 2021.
2. 1 2  Farrand, Stephen (8. julij 2021). »Tour de France: Nils Politt wins stage 12 as breakaway sticks«. CyclingNews. Pridobljeno 8. julija 2021.
3. 1 2  »Tour de France - 12 - Saint-Paul-Trois-Châteaux - Nîmes«. Tour de France. Tissot Timing. 8. julij 2021. Pridobljeno 8. julija 2021.
4. ↑  »Stage 13 - Nîmes > Carcassonne«. 2021 Tour de France. ASO. Pridobljeno 20. junija 2021.
5. 1 2  Ostanek, Daniel (9. julij 2021). »Tour de France: Mark Cavendish equals Eddy Merckx record with stage 13 victory«. CyclingNews. Pridobljeno 9. julija 2021.
6. 1 2  »Tour de France - 13 - Nîmes - Carcassonne«. Tour de France. Tissot Timing. 9. julij 2021. Pridobljeno 9. julija 2021.
7. ↑  »Stage 14 - Carcassonne > Quillan«. 2021 Tour de France. ASO. Pridobljeno 20. junija 2021.
8. 1 2 3 4  Fletcher, Patrick (10. julij 2021). »Tour de France: Mollema escapes breakaway to win stage 14«. CyclingNews. Pridobljeno 10. julija 2021.
9. 1 2 3 4  »Tour de France - 14 - Carcassonne - Quillan«. Tour de France. Tissot Timing. 10. julij 2021. Pridobljeno 10. julija 2021.
10. ↑  »Stage 15 - Céret > Andorre la Vieille«. 2021 Tour de France. ASO. Pridobljeno 20. junija 2021.